# Antonio Pérez Verdú
Antonio Pérez Verdú (Alcoy, 10 juli 1875 – Albacete, 28 augustus 1932) was een Spaans componist, dirigent, pianist en fluitist.

## Levensloop
Pérez Verdú speelde al op zevenjarige leeftijd dwarsfluit in de Banda Primitiva. Vervolgens kreeg hij pianolessen van Rafael Pascual, zelf dirigent van de Banda Primitiva en dwarsfluitist in het orkest van het theater. In 1905 wisselde de dirigent van de Banda Primitiva de Alcoy en Antonio Pérez Verdú werd de nieuwe dirigent en bleef in deze functie tot 1913.
Hij was eveneens dirigent van de Banda de Música Mahora (Albacete) en van de Banda de Musica La Gineta. Verder was hij pianist en muziekonderwijzer aan de "Círculo Primitivo" van de "Sociedad de Cazadores".
Pérez Verdú schreef in 1906 zijn eerste mars "A ben Amet", of "Marcha Abencerrage", marcha mora voor de intocht van de Moren tijdens het festival "Moros i Christianos" te Alcoy. Naast werken voor banda schreef Pérez Verdú kerkmuziek. In Alcoy is een straat naar hem benoemd en werd regelmatig een compositieconcours gehouden dat de naam van de componist draagt: Premi de composició -marxa mora- "Antonio Pérez Verdú". 

## Media
1. ↑  A ben Amet - "Marcha Abencerrage" door Ateneo Musical de Rafelguaraf o.l.v. Miguel Angel Grau Martinez